# Clementine Krämer
Clementine Sophie Krämer (geborene Cahnmann; * 7. Oktober 1873 in Rheinbischofsheim; † 4. November 1942 im KZ Theresienstadt) war eine deutsch-jüdische Schriftstellerin des frühen 20. Jahrhunderts, die neben ihren schriftstellerischen Tätigkeiten sich auch als Feministin, Sozialaktivistin und Pazifistin engagierte. Bis zum Ende des 20. Jahrhunderts war sie zunehmend in Vergessenheit geraten. Doch mit dem wiederbelebten Interesse an der deutsch-jüdischen Geschichte, besonders der der Vorkriegszeit, wächst auch das Interesse an ihren Schriftstellern, deren Werke wichtige Aufschlüsse über die Zustände und Spannungen ihrer Zeit geben.

## Leben
Ihr Leben wurde wohl am besten von ihrem Neffen Werner Jacob Cahnmann in seinem Werk German Jewry zusammengefasst. Clementine Krämer lebte in einer Zeit, die von zwei Weltkriegen geprägt wurde. Ihr Leben und ihre Werke geben nicht nur Aufschluss über die sozial-politische Situation zu ihrer Zeit, sondern auch über die Reaktionen der jüdischen Gemeinde auf die drastischen Veränderungen, die mit dem Ersten und Zweiten Weltkrieg einhergehen. Clementine Krämers Leben schneidet viele der wichtigsten Momente deutscher Geschichte. Sie wurde in die Unruhen kurz nach der Deutschen Reichsgründung und in Zeiten jüdischer Emanzipation geboren, wuchs auf während der rapiden Industrialisierung und Urbanisierung und durchlebte den Ersten Weltkrieg. Als Erwachsene lebte sie in der Weimarer Republik und erlebte die Entwicklung des Nazi-Regimes, bis ihr Leben schließlich in einem Konzentrationslager endete.

### Frühe Kindheit und Jugend
Clementine Sophie Cahnmann wurde 1873 in Rheinbischofsheim als zweites Kind von Gustav Cahnmann und Auguste (geborene Levi) aus Mühringen geboren. Als sie sieben und ihr Bruder Sigwart acht waren, zogen sie mit ihren Eltern nach Karlsruhe, wo ihr Vater eine Kurzwarenhandlung eröffnete. In diesen frühen Jahren war ihr Leben stark von der Industrialisierung geprägt, die sich im jungen Deutschen Reich stärker durchsetzte. Ihre Familie war Teil der daraus folgenden Urbanisierung. Davor waren ihre Großeltern Händler in kleineren Ortschaften um Rheinbischofsheim und Möhringen.

### Leben als Erwachsene
1891 heiratete sie Max Krämer, einen reichen Bankkaufmann aus München, und zog mit ihm nach München. Das Paar blieb kinderlos, somit hatten sie mehr Kapital zur Verfügung und ausreichend Freizeit. Das wird als Grund gesehen, dass Clementine Krämer sich ab 1900 für die wachsende jüdische Frauenbewegung engagieren konnte. Nach 1905 halfen Krämer und andere wohlhabende Frauen jüdischen Frauen und Mädchen aus Osteuropa, die nach Deutschland aufgrund von Pogromen, Armut und Antisemitismus einwandern mussten. In Abendkursen in der B’nai-B’rith-Loge in München lehrte sie ihnen die deutsche Sprache und Literatur. Sie involvierte sich auch in die Gründung des Münchener Zweigs des Vereins für Frauenstimmrecht im Jahr 1909. Diese Aktivitäten machten sie mit gleichgesinnten Individuen bekannt, wie Erna Rheinstrom Feuchtwanger, die einer ihrer besten Freundinnen wurde und sie dem Jüdischen Frauenbund vorstellte. Durch ihre Arbeit dort lernte sie unter anderem Paula Ollendorff, Henriette May, Ottilie Schoenewald und Bertha Pappenheim, die Leiterin der Frauenbunds, kennen und freundete sich mit ihnen an. Sie stand auch in Kontakt mit der Jüdischen Haushaltsschule in Wolfratshausen und gehörte dem engeren Bundesvorstand des Jüdischen Frauenbunds von mindestens 1929 bis 1933 an.
Während des Ersten Weltkriegs war sie in verschiedenen Fraueninstitutionen verschiedener Konfessionen involviert, die den bedürftigen Frauen in München Unterstützung boten. Sie verteilte als Teils des Nationalen Frauendiensts Essen, Kleidung, Heizmittel und Haushaltswaren, sowie Arbeitsempfehlungen und Arbeitszuweisungen an die Bedürftigen und boten selbstständigkeitsfördernde Kurse an. Zusammen mit anderen Partnerorganisationen beaufsichtigte sie das Bezirksbüro des Kriegssozialamts auf der Kohleninsel (heute: Museumsinsel) in der Isar. Gegen Ende des Krieges wurde das Büro vom Eigentümerbund beschlagnahmt, Krämer und ihre Freundin Erna Feuchtwanger waren gezwungen sich von ihren Posten zurückzuziehen.
Sie ahnte schon in den frühen Nachkriegsjahren, dass Krieg und Antisemitismus eng zusammenhingen. Beide entstanden durch chauvinistisch motivierten Hass und Gewalt. Ihre Texte wurden zunehmend offener und klar erkennbar pazifistisch und jüdisch. 1924 wurde Krämer schließlich in einer Erhebung von prominenten liberalen Juden zum Thema „Die wichtigsten Aufgaben des Juden im neuen Jahr“ aufgenommen. Krämers Antwort darauf war, dass die Pflicht aller Juden die aktive Bekämpfung von Gewalt und die Schlichtung von Konflikten zwischen aber auch innerhalb von Personen sei.
Der Krieg war Auslöser für viele ökonomische Unruhen, denen auch die Krämers nicht entkommen konnten. In den Zwischenkriegsjahren kam es zur Hyperinflation in 1923/24 und in 1929 zum Wall Street Crash. Infolgedessen wurde Max Krämers Banksystem gestört und 1929 brach das Geschäft, die Max Krämer & Co., schließlich zusammen. Clementine Krämer musste dadurch als Verkäuferin im Kaufhaus Eichengrün und Co. arbeiten und stieg bald zur Führungskraft auf.

### Leben zur NS-Zeit und Tod
Mit der Machtergreifung Hitlers in 1933 wurde das Leben in München für Juden immer gefährlicher. Während dieser Zeit hat Krämer sich kaum als Schriftstellerin betätigt, sondern war nur in Korrespondenz mit ihrem Neffen Werner Jacob Cahnmann, der in die USA ausgewandert war. Stattdessen engagierte sie sich weiterhin in der Jüdischen Frauenbewegung, um ihrer angeschlagenen Gemeinde zu helfen. Viele Freunde und Verwandte wagten mehrere Versuche Krämer freies Geleit aus dem NS-Staat zu organisieren. Alle Versuche blieben jedoch ohne Erfolg. Zuerst wollte Krämer den Weg zu ihrer dänischen Freundin und Schriftstellerin Karin Michaëlis nehmen, wo auch Bertolt Brecht eine Zeitlang im Exile lebte. Doch bevor sie sich auf den Weg machen konnte, war Michaelis bereits in die USA ausgewandert. Da dieser Weg versperrt war, versuchte ihr Neffe Visa für seine Eltern und sie zu beschaffen. Nachdem er das benötigte Geld dafür zusammen hatte, beantragte er Visa für Kuba und die USA. Im Sommer des Jahres 1941 kamen schließlich die Bestätigungen der Visa. Kurz darauf schlossen aber die Amerikanischen Konsulate im Deutschen Reich und Krämer, ihr Bruder und ihre Schwägerin saßen im NS-Staat fest. Werner Jacob Cahnmann versuchte danach ohne Erfolg andere Fluchtwege, wie über die Schweiz oder Spanien, für sie zu finden. Letztlich schrieb er US-Botschaften überall in Europa an und bat um Hilfe. Er verfasste sogar einen Brief an Eleanor Roosevelt, in dem er um Hilfe bat.
Max Krämer starb bereits in 1939 eines natürlichen Todes. Clementine Krämers Bruder starb im Januar 1942. Kurz darauf wurde seine Frau in das Lager Piaski nach Polen deportiert, wo sie bei ihrer Ankunft ermordet wurde. Im Frühling 1942 wurde Clementine Krämer, bereits schwer krank, in das KZ Theresienstadt deportiert. Wenig Monate später im November 1942 starb sie dort an Dysenterie. Eine Cousine Krämers, die zur selben Zeit im Ghetto gefangen war, schrieb, dass Clementine Krämers Tod am Ende eine Erlösung für sie war.

## Ideologien

### Pazifistin
Clementine Krämer war nicht offenkundig pazifistisch oder kriegsfeindlich. Sie hat die deutsche Motivation und Handlung im Ersten Weltkrieg nicht offen verurteilt und den Krieg in ihren Texten nicht als grundsätzlich unmoralisch abgewiesen. Darin unterschied sie sich von anderen jüdischen Pazifisten, wie Albert Einstein, die ihre Meinung unverhüllt darstellten. Krämers achtsame Veröffentlichungen wurden im Gegensatz zu den eher energischen Pazifisten nicht durch Kriegszensur zum Schweigen gebracht.
Viele ihrer pazifistischen Werke, die sich mit dem Ersten Weltkrieg auseinandersetzten, wurden von ihrer Arbeit am Sozialamt inspiriert. Sie repräsentieren die Erlebnisse der armen deutschen Bürger der Arbeiterklasse und kritisieren die unverhältnismäßigen materiellen Verluste der armen Bevölkerung während des Ersten Weltkriegs. Sie zeigen aber auch, dass Krieg als großer Gleichmacher fungieren kann und dass heldenhaftes Verhalten und der Lauf einer Kugel nicht zwischen sozialen Klassen unterscheiden. Krämer konzentriert ihre Darstellungen des Kriegs auf die Perspektive der Soldaten und gibt einen uneingeschränkten Blick auf das Kampfgeschehen und dessen Auswirkungen. Sie humanisiert den Feind in Werken wie Der Schulmeister, indem sie den Patriotismus der Gegner darstellt oder positive Beziehungen zwischen Individuen auf gegnerischen Seiten ausmalt. Außerdem legt sie einen Schwerpunkt auf die gemeinsame Geschichte und Kultur der kriegsführenden Länder und schreibt sowohl vom emotionalen als auch vom materiellen Leiden in verschiedenen Bevölkerungsschichten. Sie veröffentlichte ihre pazifistischen Werke in regulären und populären Medien, somit konnte sie ihre verdeckte pazifistischen Ideologie unzensiert weitergeben und erreichte damit eine breite Öffentlichkeit.

### Feministin
Clementine Krämers feministische Ideologie war stark an ihren pazifistischen Glauben gebunden. Krämer zusammen mit dem feministischen Jüdischen Frauenbund und dessen Leiterin Bertha Pappenheim glaubten an den traditionellen Gedanken, dass Pazifismus und Mütterlichkeit die Natur von Frauen und Erziehung die Berufung von Frauen sei. Aber andererseits setzte sie sich für die Aufnahme in die und Gleichberechtigung von Frauen in der Arbeitswelt ein und argumentierte, dass „Frauenberufe“ genauso wichtig seien wie „Männerberufe“. Zusammen mit dem Deutschen Verband für Frauenstimmrecht setzte sie sich auch für das Wahlrecht für Frauen ein. Sie präsentierte Weltoffenheit und Internationalismus, zwei Eigenschaften, die mit Feminismus aber auch mit jüdischen Pazifismus in Verbindung gebracht werden.
Krämers Feminismus manifestiert sich als „spiritual motherhood“, also die „spirituelle Mutterschaft“. Sie sieht die Chance der Frauen in der Erziehung. Viele Figuren in ihren Werken sind Ehefrauen, Mütter oder Lehrerinnen, wie in dem undatierten Werk Erziehung. Sie selbst hat auch jüdische Frauen und Mädchen unterrichtet, wurde aber nie Mutter. In ihren Werken liegt die Kraft der Frauen in „spiritual motherhood“. Frauen erziehen, unterrichten und belehren nicht nur ihre eigenen Kinder, sondern alle Kinder. Frauen fungieren also als Mütter bzw. Erzieher der Gesellschaft und sind infolgedessen genauso für sie verantwortlich wie Männer. Die Frauenbewegung und „spiritual motherhood“ dienen Krämer als fehlende Glieder, die ihre verschiedenen Identitäten zusammenführen können. Sie selbst sieht sich als spirituelle Mutter der jüdischen Gemeinde, der deutschen nicht-jüdischen Gemeinde, aber auch der deutsch-jüdischen Gemeinde.

## Werke (Auswahl)
Die meisten ihrer Werke wurden von ihrem Neffen Werner Jakob Cahnmann an das Leo Baeck Institut in New York gestiftet und sind online einsehbar. Es wird vermutet, dass Clementine Krämer ihre Werke in die USA zu ihrem Neffen über Basel schickte mit der Absicht bald mit seinen Eltern nachzukommen. Ihre aktive Schaffenszeit spannt sich von 1900 bis mindestens 1933. Sie publizierte fast 100 Kurzgeschichten in lokalen und nationalen Zeitschriften und eine Novelle, damit war ihre literarische Leistung sehr umfangreich. Ihre Werke erschienen in Sammelbänden, in großen jüdischen und deutschsprachigen Zeitschriften und in lokalen und regionalen Zeitungen. Ihr Roman Die Rauferei wurde von Gustav Kiepenheuer, einem der renommiertesten Verlagshäuser der Weimarer Zeit, publiziert.
Die vollständige Auflistung ihrer Werke findet man auf Wikisource: Clementine Krämer.

### Prosa
Krämers Prosa Werke beinhalten Vignetten, Kurzgeschichten, Novellen, Rezension, Drehbücher und Aphorismen. Die meisten ihrer Werke wurden in Zeitschriften oder von Verlagen publiziert. Frauen und ihre Rolle in der Gesellschaft spielen in vielen von ihren Werken eine prädominante Rolle. Oft schildern ihre Werke auch das jüdische Leben im damaligen ländlichen Deutschland, wie z. B. Der Weg des jungen Hermann Kahn, Vom Grossvater und der Hofbauer, Erinnerungen oder Die Rauferei. Die Rauferei ist Clementine Krämers einziger veröffentlichter Roman. Der Roman handelt vom ländliche Bayern und setzt sich für den Frieden und die Verurteilung von Gewalt ein. Auch Kinder spielen in ihren Werken eine zentrale Rolle. Oft sind sie ihren sechs Nichten und Neffen nachempfunden, den Kindern von Sigwart und Hedwig Cahnmann. Manche Texte sind im bayrischen Dialekt geschrieben.

#### Datiert
- Marianne. 1900.
- Aufklärung. 1913.
- Wenn man eine Frau ist. In: Münchner illus. Zeitung. 1913.
- Unterricht. 1914.
- Kinder. 1914–1915.
- Besuch aus dem Schützengraben. In: Die Propyläen. 19. März 1915.
- Du sollst nicht stehlen! 1915.
- Vom Grossvater und der Hofbauer. 1915.
- Der Muckl und die Franzosenfrau. 1915.
- Die Groteske. Jugend, 1916.
- Der Schulmeister. 1916.
- Der Weg des jungen Hermann Kahn. 1918.
- Berliner Eindrücke einer Münchenerin. 1920.
- Die Rosenwirtin. 1922.
- Die Mutter. 1924.
- Das Brautgedicht. 1926.
- Die Rauferei. Gustav Kiepenheuer Verlag, Potsdam 1927.
- Gegen die Beschränkung der Frauenrechte! In: Jüdisch-liberale Zeitung. 1930.
- Modeplauderei. 1935.
- In getrennten Schlafzimmern. 1939.

#### Undatiert
- Erziehung.
- Frauenwille.
- Die Purimgeschichte.
- Wie wir uns anziehen sollen.

### Lyrik
Die meisten überlieferten Gedichte wurden als handschriftliche Notizen oder maschinengeschriebene Entwürfe archiviert. Einige von ihnen wurden aber auch in Zeitschriften publiziert. Der Fokus der Gedichte liegt im Ersten Weltkrieg mit Themenschwerpunkten, wie Tod, Trauer, heimkehrende Soldaten, der Sehnsucht nach einem Ende des Krieges und Frieden. Andere Themen sind aber auch die Beziehung zwischen Müttern und Töchtern, Romanzen, Frühling, Natur, Altern und Tod.

#### Datiert
- Kriegsgedichte, 1914[?]-1918.

#### Undatiert
- Vorfrühling.
- Eine Sammlung unklassifizierter Gedichte, 1940.
- Eine Sammlung von Notizbüchern, 1902–1904.

## Weiterführende Literatur
- Kirsten Jörgensen, Dagmar Bäuml-Stosiek: Wir lebten in einer Oase des Friedens: Die Geschichte einer jüdischen Mädchenschule 1926–1938. 1. Auflage. Dölling und Galitz, München 2009, ISBN 978-3-937904-52-8.
- Corinne Jayne Painter: The Life and Works of Clementine Krämer (1873–1942). PhD thesis. University of Leeds, Dezember 2015. Online als E-Print.